# 泡克耳斯效应
泡克耳斯效应（英語：Pockels effect）是指光介质在恒定或交变电场下产生光的双折射效应，这是一种线性电-光效应，其折射率的变化和所加电场的大小成正比。德国物理学家弗里德里斯·泡克耳斯于1893年研究发现的。但这种效应只存在缺少反演对称性的晶体中，例如铌酸锂（LiNbO3）,钽酸锂（LiTaO3），硼酸钡（BBO），和砷化镓（GaAs）等，或存在其它非中心对称的介质，例如在电场极化高分子和玻璃中出现。电场极化高分子中含有特别设计的有机分子，它们具有比高非线性晶体高10倍的非线系数。
泡克耳斯效应和克尔效应的区别在于：泡克耳斯效应是与电场大小成正比，而克尔效应则是与电场大小的平方成比例的。